# Qualificazioni alla AFC Challenge Cup 2012
Le Qualificazioni alla AFC Challenge Cup 2012 sono servite per determinare le 8 squadre che si sono qualificate alla fase finale del torneo che è stato giocato in Nepal. I sorteggi sono stati effettuati il 20 ottobre 2010, nella sede dell'AFC a Kuala Lumpur, Malaysia.

## Fasce
Le fasce sono stabilite in base al piazzamento nella AFC Challenge Cup 2010. Diversamente dalle edizioni passate, ad eccezione dell'edizione inaugurale, a nessun team è stata data la possibilità di accedere direttamente alla fase finale della competizione. I precedenti campioni della Corea del Nord, i secondi classificati del Turkmenistan e i terzi del Tagikistan dovranno comunque qualificarsi alla fase seguente. Le 8 squadre con il rank più basso prenderanno parte ai play-off, le restanti 12 squadre sono automaticamente qualificate alla fase a gironi.
| Fase a Gironi | Play-off                                                                                | Non iscritte                                                   |
| --- | --------------------------------------------------------------------------------------- | -------------------------------------------------------------- |
| - Bangladesh - Corea del Nord - India - Kirghizistan - Maldive - Birmania - Nepal - Pakistan - Palestina - Sri Lanka - Tagikistan - Turkmenistan | - Afghanistan - Bhutan - Cambogia - Taipei cinese - Laos - Macao - Mongolia - Filippine | - Brunei (Sospesa al momento del sorteggio) - Guam - Timor Est |

## Play-off
Per la fase di pre-qualifica, le 8 squadre con il rank più basso giocheranno due partite andata e ritorno con la regola del gol fuori casa, tempi supplementari e calci di rigore per determinare il vincitore qualora fosse necessario. Gli incontri sarebbero dovuti essere giocati il 9 e il 16 febbraio 2011 con i quattro vincitori qualificati per la fase a gironi, però a causa di problemi organizzativi per le partite tra Afghanistan e Bhutan, le rispettive partite sono state posticipate al 23 e al 25 marzo e sono state giocate al Tau Devi Lal Stadium a Panchkula in India.
La partita di ritorno Filippine–Mongolia era originariamente programmata per il febbraio 2011, però a gennaio 2011 il presidente della Federazione Calcistica delle Filippine, Mariano Araneta, chiese che il match avrebbe dovuto esser giocato nella stessa sede della partita di andata il 12 febbraio a causa delle rigire condizioni dell'inverno in Mongolia. Il presidente della Federazione calcistica della Mongolia, Ganbold Buyannemekh, insistette sul far giocare il ritorno in Mongolia e propose la data del 15 marzo.
| Squadra 1     | Totale | Squadra 2   | Andata | Ritorno   |
| ------------- | ------ | ----------- | ------ | --------- |
| Cambogia      | 5–4    | Macao       | 3–1    | 2–3 (dts) |
| Filippine     | 3–2    | Mongolia    | 2–0    | 1–2       |
| Taipei cinese | 6–3    | Laos        | 5–2    | 1–1       |
| Bhutan        | 0–5    | Afghanistan | 0–3    | 0–2       |

### Andata
| Arbitro: | Win Cho |

|                                         |           |                   |
| Sam El Nasa 48’, 53’ Khuon Laboravy 59’ | Marcatori | 80’ Leong Ka Hang |

| Arbitro: | Yu Ming Hsun |

|                                                      |           |  |
| Emelio Caligdong 43’ Philip James Younghusband 90+4’ | Marcatori |  |

| Arbitro: | Ng Chiu Kok |

|                                                                      |           |                                             |
| Lin Cheng-Yi 10’ Chang Han 22’, 56’ Chen Po-Liang 44’ Lo Chih-An 49’ | Marcatori | 65’ Kitsada Thongkhen 73’ Phatthana Syvilay |

| Arbitro: | Chaiya Mahapab |

|  |           |                                      |
|  | Marcatori | 2’, 36’, 80’ Mohammad Sediq Walizada |

### Ritorno
| Arbitro: | Mohd Nafeez Bin Abdul Wahab |

|                                 |           |                   |
| Vongchiengkham Souk A Phone 82’ | Marcatori | 65’ Chen Po-Liang |

| Arbitro: | H. C. D. Perera |

|                                                                     |           |                                   |
| Wong Vernon 62’ Leong Ka Hang 73’ De Jesus Morais Alves Vinicio 75’ | Marcatori | 45+2’ Khim Borey 107’ Sam El Nasa |

| Arbitro: | Ko Hyung Jin |

|                                     |           |                              |
| D Lumbengarav 22’ B Garidmagnai 35’ | Marcatori | 4’ James Joseph Younghusband |

| Arbitro: | Mombeni Hedayat |

|                                         |           |  |
| Nadeem Wahid 61’ Israfeel Kohistani 65’ | Marcatori |  |

## Fase a gironi
Nella fase a gironi, le 16 squadre sono state divise in quattro gruppi da 4 squadre ciascuna e i gironi saranno giocati con il girone all'italiana. Nei gironi vengono incluse le 12 squadre automaticamente qualificate per ranking e le 4 squadre qualificate dai play-off. Le partite originariamente si sarebbero dovute tenere dal 20 al 31 marzo 2011. La prima e la seconda classificata di ogni girone accederanno alla fase finale del torneo. Il 18 febbraio 2011, l'AFC annunciò le nazioni ospitanti dei rispettivi gironi: Birmania per il Gruppo A, Malaysia per il Gruppo B, Maldive per il Gruppo C, e Nepal per il Gruppo D; con le partite giocate il 21, 23 e 25 marzo 2011.
Le partite del Gruppo D erano programmate per dal 21 al 25 marzo, ma il 7 febbraio 2011 la Federazione calcistica del Nepal annunciò di dover posticipare le qualificazioni dato che lo stadio principale, ll Dasarath Rangasala Stadium, sarebbe stato inagibile per un evento di wrestling. Le partite furono posticipade dal 7 all'11 aprile 2011.
In caso di parità nella fase a gironi, verranno tenute conto le seguenti statistiche nel seguente ordine:
1. Maggior numero di punti ottenuti contro la diretta avversaria;
2. Differenza reti nei confronti della diretta avversaria;
3. Maggior numero di gol segnati contro la grande avversaria;
4. Differenza reti;
5. Maggior numero di gol segnati;
6. Calci di rigore (nel caso siano coinvolte due sole squadre e siano entrambe sul terreno di gioco);
7. Numero di cartellini gialli e/o rossi;
8. Sorteggio.

### Group A
- Tutte le partite sono in UTC+6:30

| Squadre    | G | V | P | S | RF | RS | DR | P.ti |
| ---------- | - | - | - | - | -- | -- | -- | ---- |
| Palestina  | 3 | 2 | 1 | 0 | 5  | 1  | +4 | 7    |
| Filippine  | 3 | 1 | 2 | 0 | 4  | 1  | +3 | 5    |
| Bangladesh | 3 | 1 | 0 | 2 | 2  | 5  | −3 | 3    |
| Birmania   | 3 | 0 | 1 | 2 | 2  | 6  | −4 | 1    |

- Palestina e  Filippine qualificate alla fase finale

| Arbitro: | Kim Jong Hyeok |

|                       |           |                                      |
| Khin Maung Lwin 90+3’ | Marcatori | 76’ (rig.) James Joseph Younghusband |

| Arbitro: | Jameel Juma Abdulhusain Mohamed |

|                           |           |  |
| Murad M M Eleyan 46’, 65’ | Marcatori |  |

| Yangon 23 marzo 2011, ore 15:30 | Filippine                | 0 – 0 referto | Palestina | Youth Training Centre (500 spett.)\| Arbitro: \| Ali Sabah Adday Al-Qaysi \| |
| Arbitro:                        | Ali Sabah Adday Al-Qaysi |               |           |                                                                              |

| Arbitro: | Aonruk Apisit |

|                                                 |           |  |
| Shakil Ahmed 10’ Abdul Baten Mojumder Komal 88’ | Marcatori |  |

| Arbitro: | Jameel Juma Abdulhusain Mohamed |

|                          |           |                                                 |
| Zaw Htet Aung 25’ (rig.) | Marcatori | 39’, 90’ Murad M M Eleyan 71’ Ahmed H A Mahajna |

| Arbitro: | Kim Jong Hyeok |

|  |           |                                        |
|  | Marcatori | 41’ Ian Araneta 55’, 80’ Ángel Guirado |

### Group B
- Tutte le partite sono in UTC+8

| Squadre       | G | V | P | S | RF | RS | DR | P.ti |
| ------------- | - | - | - | - | -- | -- | -- | ---- |
| India         | 3 | 2 | 1 | 0 | 7  | 2  | +5 | 7    |
| Turkmenistan  | 3 | 2 | 1 | 0 | 6  | 1  | +5 | 7    |
| Pakistan      | 3 | 1 | 0 | 2 | 3  | 6  | −3 | 3    |
| Taipei cinese | 3 | 0 | 0 | 3 | 0  | 7  | −7 | 0    |

- India e  Turkmenistan qualificate alla fase finale

| Arbitro: | Akbar Bakhshi Zader |

|                                              |           |  |
| Urazov 6’ Amanov Arslamyrat 46’ Mamedaly 86’ | Marcatori |  |

| Arbitro: | Mohd Nafeez Bin Abdul Wahab |

|                                                             |           |  |
| Jeje Lalpekhlua 32’ Sunil Chhetri 76’ Jewel Raja Shaikh 88’ | Marcatori |  |

| Arbitro: | Mohammad Salem Abdallah Alrshaidat |

|                  |           |                                            |
| Mehmood Arif 32’ | Marcatori | 67’, 90+4’ Jeje Lalpekhlua 90’ Steven Dias |

| Arbitro: | Serazitdinov Viktor |

|  |           |                                              |
|  | Marcatori | 73’ Berdy Shamuradov 76’ Hangeldiyev Guvanch |

| Arbitro: | Mohd Nafeez Bin Abdul Wahab |

|                     |           |                     |
| Gahryman 52’ (rig.) | Marcatori | 60’ Jeje Lalpekhlua |

| Arbitro: | Mohammad Salem Abdallah Alrshaidat |

|  |           |                                          |
|  | Marcatori | 26’ Mehmood Arif 67’ Qureshi Atif Bashir |

### Group C
- Tutte le partite sono in UTC+5

| Squadre      | G | V | P | S | RF | RS | DR | P.ti |
| ------------ | - | - | - | - | -- | -- | -- | ---- |
| Maldive      | 3 | 2 | 1 | 0 | 6  | 1  | +5 | 7    |
| Tagikistan   | 3 | 2 | 1 | 0 | 4  | 0  | +4 | 7    |
| Kirghizistan | 3 | 1 | 0 | 2 | 5  | 6  | −1 | 3    |
| Cambogia     | 3 | 0 | 0 | 3 | 3  | 11 | −8 | 0    |

- Maldive e  Tagikistan qualificate alla fase finale

| Arbitro: | Mohammed Abdulla Hassan Mohamed |

|                           |           |  |
| Sydyrov Ruslan 88’ (aut.) | Marcatori |  |

| Arbitro: | Zhao Liang |

|                                 |           |  |
| Mukhtār 2’ Dhagey 41’, 84’, 88’ | Marcatori |  |

| Arbitro: | Marai Mohammed A Alawaji |

|                                |           |                                 |
| Assad Abdhul Ghanee 87’ (aut.) | Marcatori | 5’ Ashad Ali 79’ Qasim Shamweel |

| Arbitro: | Pratap Singh |

|  |           |                                                                 |
|  | Marcatori | 2’ Davronov Nuriddin 83’ Ergashev Davronjon 89’ Rabimov Ibragin |

| Malé 25 marzo 2011, ore 16:00 | Tagikistan                      | 0 – 0 referto | Maldive | National Stadium, Malé (9.000 spett.)\| Arbitro: \| Mohammed Abdulla Hassan Mohamed \| |
| Arbitro:                      | Mohammed Abdulla Hassan Mohamed |               |         |                                                                                        |

| Arbitro: | Zhao Liang |

|                                         |           |                                                                      |
| Kouch Sokumpheak 39’, 49’ Sok Rithy 89’ | Marcatori | 5’ Aziz Sydykov 45+1’ Usanov Rustem 80’, 85’ Esenkul Uulu Cholponbek |

### Group D
- Tutte le partite sono in UTC+5:45

| Squadre        | G | V | P | S | RF | RS | DR | P.ti |
| -------------- | - | - | - | - | -- | -- | -- | ---- |
| Corea del Nord | 3 | 3 | 0 | 0 | 7  | 0  | +7 | 9    |
| Nepal          | 3 | 1 | 1 | 1 | 1  | 1  | 0  | 4    |
| Afghanistan    | 3 | 1 | 0 | 2 | 1  | 3  | −2 | 3    |
| Sri Lanka      | 3 | 0 | 1 | 2 | 0  | 5  | −5 | 1    |

- Corea del Nord e  Nepal qualificate alla fase finale

| Arbitro: | Yousef Th Y Th Almarzouq |

|                                                         |           |  |
| Choe Kum Chol 2’, 47’ Ri Chol Myong 5’ Pak Nam-chol 21’ | Marcatori |  |

| Arbitro: | Yaqoob Said Abdullah Abdul Baqi |

|  |           |                   |
|  | Marcatori | 27’ Bharat Khawas |

| Arbitro: | Salah Mohamed Noor Shaikh Abbas Alabbasi |

|  |           |                  |
|  | Marcatori | 31’ Jong Il Gwan |

| Arbitro: | Ali Sabah Adday Al-Qaysi |

|  |           |                   |
|  | Marcatori | 82’ Hadid Mustafa |

| Kathmandu 11 aprile 2011, ore 15:30 | Nepal                    | 0 – 0 referto | Sri Lanka | Dashrath Stadium (13.500 spett.)\| Arbitro: \| Ali Sabah Adday Al-Qaysi \| |
| Arbitro:                            | Ali Sabah Adday Al-Qaysi |               |           |                                                                            |

| Arbitro: | Yaqoob Said Abdullah Abdul Baqi |

|                                       |           |  |
| Choe Kum Chol 45+1’ Ri Chol Myong 68’ | Marcatori |  |

## Classifica marcatori
4 goal
- Jeje Lalpekhlua
- Murad Alyan

3 goal
- Sidiq Walizada
- Sam El Nasa

- Ali Ashfaq
- Choe Kum-Chol

2 goal
- Kouch Sokumpheak
- Chang Han
- Chen Po-liang

- Cholponbek Esenkul Uulu
- Leong Ka Hang
- Ri Chol-Myong

- Arif Mehmood
- Ángel Guirado
- James Younghusband

1 goal
- Mustafa Hadid
- Israfeel Kohistani
- Waheed Nadeem
- Shakil Ahmed
- Abdul Baten Komol
- Khim Borey
- Khoun Laboravy
- Sok Rithy
- Lin Cheng-yi
- Lo Chih-an
- Sunil Chhetri
- Steven Dias
- Jewel Raja Shaikh
- Aziz Sydykov
- Rustem Usanov

- Phattana Syvilay
- Kitsada Tongkhen
- Soukaphone Vongchiengkham
- Vernon
- Vinício
- Ashad Ali
- Mukhthar Naseer
- Shamweel Qasim
- Bayasgalangiin Garidmagnai
- Donorovyn Lkhümbengarav
- Khin Maung Lwin
- Zaw Htat Aung
- Bharat Khawas
- Jong Il-Gwan
- Pak Nam-chol

- Atif Bashir
- Ahmed Harbi
- Ian Araneta
- Emelio Caligdong
- Phil Younghusband
- Nuriddin Davronov
- Davronjon Ergashev
- Ibrahim Rabimov
- Arslanmyrat Amanow
- Gahrymanberdi Çoňkaýew
- Mämmedaly Garadanow
- Guwanç Hangeldiýew
- Berdi Şamyradow
- Didargylyç Urazow

Autogol
- Ruslan Sydykov (giocando contro il Tajikistan)
- Assad Abdul Ghani (giocando contro il Kyrgyzstan)